# مارسلو وگا (بازیکن فوتبال، زاده ۱۹۸۶)
مارسلو وگا (انگلیسی: Marcelo Vega؛ زادهٔ ۱۶ سپتامبر ۱۹۸۶) بازیکن فوتبال است.